# Mercy Jerotich Kibarus
Mercy Jerotich Kibarus (* 25. Februar 1984) ist eine gesperrte kenianische Langstreckenläuferin, die sich auf Straßenläufe spezialisiert hat.

## Sportliche Karriere
2005 wurde sie Vierte bei der Nacht von Borgholzhausen und gewann den Hamburg-Halbmarathon.
2008 kehrte sie nach der Geburt zweier Kinder unter Anleitung des italienischen Trainers Gabriele Nicola ins Wettkampfgeschehen zurück und gewann den Turin Half Marathon und den DeeJay Ten in Mailand.
2009 wurde sie Zweite beim Luxemburger Europe-Marathon.
2012 meldete sie sich nach einer dreijährigen Wettkampfpause mit einem Sieg bei Marseille – Cassis zurück.
Im Frühjahr 2013 erreichte sie jeweils den 5. Platz beim Roma – Ostia- und beim Prag-Marathon. Im Herbst siegte sie beim Porto-Halbmarathon und beim Venedig-Marathon.
2014 wurde sie Vierte beim Paris-Halbmarathon und Fünfte bei den Halbmarathon-Weltmeisterschaften in Kopenhagen sowie Achte beim Hamburg-Marathon.
2015 belegte sie jeweils den 2. Rang beim First Lady’s Half Marathon und beim Orlen Warsaw Marathon.

### Doping
In Proben, die Mitte September 2019 entnommen wurden, konnte das anabole Steroid Nandrolon nachgewiesen werden. Ihre Ergebnisse zwischen dem 13. September 2019 und dem 5. Dezember 2019 wurden annulliert und sie darüber hinaus, weil es nach 2015 ihre zweite Verletzung der Anti-Dopingregeln war, für acht Jahre bis zum 4. Dezember 2027 gesperrt.

## Persönliche Bestzeiten
(Stand: 25. November 2020)
- Halbmarathon: 1:08:42 h, 8. März 2015, Kopenhagen
- Halbmarathon: 1:08:18 h[6], 3. März 2013, Ostia
- Marathon: 2:26:52 h, 19. März 2017, Seoul